# François-Charles-Joseph de Hohenlohe-Waldenbourg-Schillingsfürst
Pour les articles homonymes, voir Maison de Hohenlohe.
Franz Karl Joseph zu Hohenlohe-Waldenburg-Schillingsfürst (né le 27 novembre 1745 à Waldenbourg, mort le 9 octobre 1819 à Augsbourg) est évêque d'Augsbourg de 1818 à sa mort.

## Famille
François-Charles-Joseph est issu de la maison de Hohenlohe. Il est le fils du prince Charles-Albert Ier de Hohenlohe-Waldenbourg-Schillingsfürst (de) et de sa première épouse Sophie Wilhelmine de Löwenstein-Wertheim-Rochefort.

## Biographie
Il est éduqué chez les jésuites, étudie à Parme et à Strasbourg et est ordonné prêtre le 7 avril 1787 à Cologne. Il est plus tard doyen de la Prévôté d'Ellwangen (de) et également chanoine des cathédrales de Cologne, Vienne et Strasbourg. Lors de l'épiscopat de Clément Wenceslas de Saxe, le dernier prince-évêque d'Augsbourg de 1768 à 1803, Hohenlohe devient son évêque auxiliaire le 9 août 1802, peu avant la sécularisation du principauté épiscopale. Il reçoit en même temps la dignité d'évêque titulaire de Tempe (de). La consécration lui est donnée le 5 septembre de la même année par son prince-évêque dans l'église paroissiale de Marktoberdorf, avec le concours des abbés d'Irsee et de Füssen.
Après la sécularisation, la principauté d'Augsbourg dans un premier temps continue à exister dans le domaine spirituel à l'intérieur de ses anciennes frontières.
À l'automne 1812, après la mort de l'évêque Clément Wenceslas de Saxe, un vicariat général est créé à Ellwangen pour les parties du prince-évêché d'Augsbourg passées au Wurtemberg avec Hohenlohe comme évêque auxiliaire. Le projet initial de l'électeur Frédéric de créer un diocèse wurtembergeois d'Ellwangen à partir du vicariat général échoue ; le Vicariat général fondé par l'État manque de toute façon de la confirmation de l'Église. Hohenlohe le représente en tant qu'administrateur aux assemblées successorales du Wurtemberg de 1815 à 1817. Son plus proche confident est le prêtre Joseph Mets (1758-1819), un ami de Johann Michael Sailer, qui, contrairement à Hohenlohe, possède d'excellentes connaissances administratives. Entre 1813 et 1817, l'évêque auxiliaire réside exclusivement à Ellwangen et pendant cette période ne vient pas à Augsbourg ni dans la partie devenue bavaroise du diocèse pour y accomplir des actes pontificaux. Dans une lettre du 21 mars 1816, le pape Pie VII confirme la création du Vicariat général d'Ellwangen et déclare valides les actes ecclésiastiques accomplis par Franz Karl Hohenlohe. Johann Baptist von Keller est nommé pro-vicaire auprès du vicaire général et le vicariat général déplace son siège à Rottenburg am Neckar à l'automne 1817. En 1821, le diocèse wurtembergeois de Rottenburg est créé.
Un vicariat général est également créé en 1812 pour les parties de l'ancienne principauté épiscopale d'Augsbourg passées en Bavière, qui était sous la direction du chanoine François-Frédéric de Sturmfeder ; il réside à Augsbourg. Malade, Hohenlohe-Waldenburg-Schillingsfürst s'y retire en mai 1817 et reprend ses fonctions d'évêque auxiliaire d'Augsbourg, tout en laissant la gestion des affaires d'Ellwangen et de Rottenburg au pro-vicaire.
Le 5 février 1818, Hohenlohe-Waldenburg-Schillingsfürst est nommé évêque du diocèse désormais purement bavarois d'Augsbourg, relancé avec de nouvelles limites ; mais il meurt le 9 octobre 1819. Sturmfeder, désormais vicaire général, dirige le diocèse jusqu'à ce que son successeur Joseph-Marie de Fraunberg prenne ses fonctions en 1821. Hohenlohe-Waldenburg-Schillingsfürst est enterré dans la cathédrale d'Augsbourg, près de l'entrée du chœur oriental.
Le neveu de l'évêque est Alexandre de Hohenlohe-Waldenbourg-Schillingsfürst, évêque titulaire de Serdica (de). Il séjourne chez son oncle à Ellwangen entre 1814 et 1815 comme étudiant en théologie.